# Station Woburn Sands
Woburn Sands is een spoorwegstation van National Rail in Woburn Sands, Milton Keynes in Engeland. Het station is eigendom van Network Rail en wordt beheerd door West Midland Trains. 